# (4578) Kurashiki
(4578) Kurashiki es un asteroide perteneciente al cinturón de asteroides, descubierto el 7 de diciembre de 1988 por Tsutomu Seki desde el Observatorio de Geisei, Geisei, Japón.

## Designación y nombre
Designado provisionalmente como 1988 XL1. Fue nombrado Kurashiki en homenaje a la ciudad Kurashiki que se encuentra en la orilla del mar interior de Seto al oeste de Japón.

## Características orbitales
Kurashiki está situado a una distancia media del Sol de 2,717 ua, pudiendo alejarse hasta 3,377 ua y acercarse hasta 2,056 ua. Su excentricidad es 0,242 y la inclinación orbital 5,258 grados. Emplea 1635 días en completar una órbita alrededor del Sol.

## Características físicas
La magnitud absoluta de Kurashiki es 13,9. Tiene 12,45 km de diámetro y su albedo se estima en 0,035.